# Samoarörhöna
Samoarörhöna (Gallinula pacifica) är en akut hotad och möjligen utdöd flygoförmögen fågel i familjen rallar med utbredning på en enda ö i Stilla havet.

## Utseende
Samoarörhönan är en 25 centimeter lång och flygoförmögen rall. Huvud, hals och bröst är mörkt skifferblå, undersidan mörkt olivbruna med grön glans. Övergump och stjärt är svarta, benen röda och näbb samt näbbsköld gula.

## Utbredning och systematik
Fågeln har enbart återfunnits på ön Savaii i Samoa. Den är endast känd från tre exemplar och ett ägg som samlades in mellan 1869 och 1873. Det finns dock rapport om två möjliga observationer 1984 i bergsskogar väster om Mt Elietoga samt en observation av två individer 2003 på 990 meters höjd på Mount Sili Sili.

### Släktskap
Arten anses vara nära släkting till den likaledes troligen utdöda makirarörhönan. Dessa förs oftast till rörhönsen i Gallinula, men vissa lyfter ut dem till ett eget släkte, Pareudiastes.

## Levnadssätt
Samoarörhönan sägs vara begränsad till ursprunglig bergsskog, men Pratt and Mittermeier (2016) föreslår att det är en låglandsart som aldrig egentligen förekommit i bergstrakter. Den lever mest troligen av ryggradslösa djur som insekter och möjligen gräver den ut eller bor i hål i marken. Endast ett bo finns beskrivet, markbeläget och konstruerat av några kvistar och lite gräs, med två ägg i. Den har exceptionellt stora ögon och kan därför vara nattlevande.

## Status och hot
Arten har inte setts med säkerhet sedan 1873 och är sannolikt utdöd till följd av predation från införda katter, grisar och hundar, i kombination med jakt. Obekräftade observationer finns från 1984 och 2003, men eftersökningar både 2012 och 2016 gav inga resultat, och efter dessa har flera dragit slutsatsen att arten är utdöd. Dock konstaterar internationella naturvårdsunionen IUCN att flera områden återstår att genomsöka, varför det fortfarande är möjligt att en mycket liten population  återstår. De kategoriserar därför fortfarande arten som akut hotad.